# アガサ・クリスティーの名探偵ポワロとマープル
『アガサ・クリスティーの名探偵ポワロとマープル』（アガサ・クリスティーのめいたんていポワロとマープル）は、NHK総合テレビで2004年7月4日から2005年5月15日まで放送されたアニメ。全39回。
アガサ・クリスティのエルキュール・ポアロシリーズ、およびミス・マープルシリーズの2大シリーズが原作で、物語の舞台となる1930年代当時のロンドンの市街や風景などをアニメーションで再現している。時代考証に木村尚三郎を起用している。
主役の里見浩太朗、八千草薫をはじめ有名俳優（特に大河ドラマ『利家とまつ〜加賀百万石物語〜』の出演者が多い）や歌手が数多く声優として起用されている。

## 登場人物
太字は『利家とまつ』出演者。

### 名探偵とメイベル
エルキュール・ポワロ
声 - 里見浩太朗
ベルギー人の私立探偵。
ロンドンで探偵事務所を開いている。元々はベルギーで警察官をしていたが退職し、現在に至っている。
ジェーン・マープル
声 - 八千草薫
セント・メアリ・ミード村に住む人間観察に優れた老婦人。実は名探偵。
メイベル・ウエスト
声 - 折笠富美子
原作では同じ作品に一緒に登場することのないポワロとマープルを結びつけるオリジナルキャラクター。ポワロの助手を務める。マープルの甥レイモンドの娘という設定で16歳。最終話で17歳になった。
全寮制の女学校に通っていたがなじめずに、自分らしく生きていける世界を探していた。とある高級ホテルで起こった窃盗事件でポワロに出会い、探偵を志し学校を辞めてロンドンにあるポワロの探偵事務所を訪ねた。
父であるレイモンドに反発しているが、父のことを嫌っているわけではないようである。また、第30話でのレイモンドへの態度を見ると、父に反発して家を出て行ったことに罪悪感は持っているようだ。
はじめは、事件について「面白そう」と発言したり、住む場所も決めずにロンドンへ出て行ったりと、軽はずみで無鉄砲な面も見られたが、様々な事件を経験して成長を遂げていった。

### ポワロの関係者
アーサー・ヘイスティングス
声 - 野島裕史
ポワロの助手。20代の青年と原作より若く設定されている。
原作ではポワロの友人で、第一次大戦の戦地での負傷により予備役に退いた大尉となっている。
ミス・レモン
声 - 田中敦子
ポワロの秘書。メイベルを自宅に泊めている。
シャープ警部
声 - 屋良有作
スコットランドヤード（ロンドン警視庁）の警部でポワロの古くからの友人。
原作で同名の警部が登場するのは『ヒッコリー・ロードの殺人』の一作のみだが、本作における彼のポジションは原作の「ジャップ主任警部」に当たる。

### マープルの関係者
ハースト巡査
声 - 浪川大輔（第4話・第13話・第15話・第21話）
警察官。マープルの知り合いで事件の相談もする。
エドナ
声 - 平山ゆかり（第3話・第27話）
マープルの小間使い。

### メイベルの家族
レイモンド・ウエスト
声 - 加藤雅也（第1話・第14話・第30話・第33話）
メイベルの父親で推理作家（原作でも作家だが、「推理ものは書かない」と断言している）。マープルの甥。
反抗的なメイベルに手を焼いている。マープルによると「ああ見えても柔軟な思考を持った」人物。
ジョーン・ウエスト
レイモンドの妻でメイベルの母親。本作では登場せず、第33話にて写真が出てくる。
原作では画家ということになっていて、本作の第30話でも「個展でヨーロッパを回っている」とレイモンドから教えられる。娘に関しては放任主義らしい。
オリバー
声 - 城雅子
メイベルが飼っているアヒル。
メイベル以上に好奇心が強く、事件解決にも貢献している。メイベルから与えられる餌しか食べない。

### ゲスト
「ABC殺人事件」のように複数回ある話は、声優の横の括弧（）内に登場回を表記
声優がない人物はクレジット表記されていないか映像のみ
「グランド・メトロポリタンの宝石盗難事件」（第1話）
- オパルセン夫人（オパルセン氏の妻） - 草笛光子
- バネッサ（「グランド・メトロポリタンホテル」のメイド） - 根谷美智子
- ジョン（「グランド・メトロポリタンホテル」のボーイ） - 神谷浩史
- セレスティーヌ（オパルセンの小間使い） - 根本圭子
- オパルセン氏（大富豪） - 池田勝
- ミラー警部 - 園部啓一
- 刑事A - 桐井大介
- 刑事B - 高橋良吉
- 婦警 - 佐々木瑶子
- 支配人 - 関根信昭

「安マンションの謎」（第2話）
- エルザ（「モンタギューマンション」4号室の入居者） - 深見梨加
- エルザの弟 - 稲田徹
- ステラ・ロビンソン（ロビンソン氏の妻） - 山口由里子
- ロビンソン氏（ヘイスティングスの知り合い） - 小西克幸
- 店主 - 高田べん
- 門番 - 土田大

「風変わりな遺言」（第3話）
- チャーミアン・ストラウド（劇場の舞台監督） - 酒井法子
- エドワード・ロシター（チャーミアンの婚約者。軍属。） - 及川光博
- マシュー（チャーミアンとエドワードの大伯父） - 丸山詠二

「申し分のないメイド」（第4話）
- メアリー・ヒギンズ（スキナー家の新しいメイド） - 川中美幸
- エミリー・スキナー（ラヴィニアの妹） - 川中美幸
- ラヴィニア・スキナー - 滝沢久美子
- グリゼルダ（マープルの友人） - 平松晶子
- グラディス（スキナー家のメイド） - 村井かずさ
- カーマイケル夫人（マープルのご近所） - 佐藤智恵
- ラーキン夫人（マープルのご近所） - 出口佳代
- ドゥボロー夫人（マープルのご近所） - 佐々木瑶子
- 警官 - 羽多野渉

「ABC殺人事件」（第5話 - 第8話）
- アリス・アッシャー（第1の被害者。たばこ屋。）
- ベティ・バーナード（第2の被害者。カフェのウェイトレス。）
- カーマイケル・クラーク（第3の被害者。元医者。）
- 地元警部 - 星野充昭（第5話）
- メアリー・ドラウアー（アッシャー夫人の姪） - 進藤こころ（第5話・第7話・第8話）
- 副総監 - 樫井笙人（第5話 - 第7話）
- 警視 - 小形満（第5話 - 第7話）
- 本部長 - 小野大輔（第5話 - 第7話）
- 店の人 - 梅田貴公美（第5話 - 第8話）
- 隣人 - 多緒都（第5話）
- バーナード夫人（ベティとミーガンの母） - さとうあい（第6話）
- ドナルド・フレーザー（ベティの婚約者。不動産屋勤務。） - 陶山章央（第6話 - 第8話）
- ミーガン・バーナード（ベティの姉。ロンドンで働いている。） - 水谷優子（第6話 - 第8話）
- ウェイトレス（ベティの同僚） - 今井麻美（第6話 - 第8話）
- グレイ（カーマイケルの秘書） - 沢海陽子（第7話・第8話）
- フランクリン（カーマイケルの弟） - 松本保典（第7話・第8話）
- クラーク夫人（カーマイケルの妻） - 上村典子（第7話）
- カスト（ストッキングの行商人） - 鈴木千尋（第7話・第8話）
- 大家の娘 - 白倉麻（第7話・第8話）
- 地元警部 - 小野大輔（第8話）
- 警官A - 羽多野渉（第8話）
- 警官B - 桐井大介（第8話）
- 警官C - 小林和矢（第8話）
- 主人 - 最上嗣生（第8話）
- メイド - 恒松あゆみ（第8話）

「総理大臣の失踪」（第9話・第10話）
- エステア卿（イギリス内務大臣） - 松方弘樹（第9話・第10話）
- ダニエルズ大尉（イギリス首相秘書官。軍人。） - 小山力也（第9話・第10話）
- ノーマン少佐（イギリス軍人） - 佐藤晴男（第9話・第10話）
- マカダム首相（イギリス首相） - 樫井笙人（第9話・第10話）
- 兵士A - 桐井大介（第9話）
- 兵士B - 新垣樽助（第9話）
- 兵士C - 奥田啓人（第9話）
- 兵士D - 加藤将之（第9話）
- ラジオアナウンサー - 小野大輔（第9話）
- オマーフィー（イギリス首相の運転手） - 小形満（第10話）
- クリス・エバラード（トレバー・リーン家のメイド） - 渡辺美佐（第10話）
- 不動産屋 - 小野大輔（第10話）
- 警官 - 桐井大介（第10話）

「エジプト墳墓の謎」（第11話・第12話）
- ガイ・ウィラード（ジョンの息子） - 的場浩司（第11話・第12話）
- トスウィル（大英博物館の考古学者） - 樫井笙人（第11話・第12話）
- エイムズ（医師。発掘隊の健康管理を任されている） - 宮本充（第11話・第12話）
- シュナイダー（ニューヨークの博物館学芸員。エイムズに毒殺される。） - 小野大輔（第11話・第12話）
- ハーパー（ブライブナーの秘書） - 千葉進歩（第11話・第12話）
- ハッサン（雑用係） - 藤原啓治（第11話・第12話）
- ウィラード夫人（ガイの母。ジョンの妻。） - 平松晶子（第11話）
- ジョン・ウィラード（考古学者）
- ブライブナー（発掘資金提供者。チフスにより死亡。） - 桐井大介（第12話）
- ルパート・ブライブナー（ブライブナーの甥。ピストル自殺。） - 川田紳司（第12話）

「巻尺殺人事件」（第13話）
- スペンロー（スペンロー夫人の夫。元宝石商。） - 林隆三
- ハートネル（スペンロー夫人殺害の第一発見者） - さとうあい
- ポリット（スペンロー夫人殺害の第一発見者。仕立て屋。） - 横尾まり
- ブレイド（郵便局局長） - 鈴木れい子
- スラック警部（スペンロー夫人殺害事件を担当） - 桐井大介
- メルチェット本部長（スラック警部とハースト巡査の上司） - 小野大輔
- スペンロー夫人（被害者）

「金塊事件」（第14話）
- ニューマン（難破船の金塊を引き上げようとしている） - ささきいさお
- ケルビン（酒場の主人） - 玄田哲章
- ヒギンズ（潜水夫） - 桐井大介
- バッジウォース警部（スコットランドヤードの警部でレイモンド・ウエストの知り合い） - 佐藤晴男
- 庭師（共犯者） - 桐井大介
- 警官 - 小野大輔
- メイド - 池田千草
- ウェイトレス（ケルビンの店のウェイトレス） - 恒松あゆみ

「青いゼラニウム」（第15話）
- メアリ・プリチャード（ジョージの妻。占い好き。） - 土井美加
- ジョージ・プリチャード - 田中秀幸
- コプリング（元プリチャード家の通いの看護婦） - 玉川紗己子
- カーステアズ（元プリチャード家の通いの看護婦）
- ジーン・インストゥ（ジョージの友人） - 平松晶子
- ラドキン医師 - 小野大輔
- メイドA - 佐々木瑶子
- メイドB - 田村知幸

「エンドハウス怪事件」（第16話 - 第18話）
- ニック・バックリー（エンドハウスの女主人） - 伊東美咲（第16話 - 第18話）
- フレデリカ・ライス（ニック・バックリーの友人。宝石商。） - 中山忍（第16話 - 第18話）
- ジョージ・チャレンジャー（ニック・バックリーの友人。海軍中佐。） - 江原正士（第16話 - 第18話）
- チャールズ・ヴァイス（ニック・バックリーのいとこ。弁護士。） - 古川登志夫（第16話 - 第18話）
- マギー・バックリー（ニック・バックリーのいとこ。ニックに射殺される。） - 麻見順子（第16話・第18話）
- 女性客 - 佐々木瑶子（第16話）
- ホイットフィールド（マイケル・シートンの親代わり） - 山口祐一郎（第17話）
- グレアム（医師。ニック・バックリーの担当医。） - 桐井大介（第17話・第18話）
- マギーの父 - 小形満（第17話）
- マギーの母 - 平松晶子（第17話）
- ウェストン（セントルー警察署の署長） - 小野大輔（第17話・第18話）
- 看護婦 - 佐々木瑶子（第18話）
- マイケル・シートン（冒険飛行家。飛行中に墜落死。）

「クリスマスプディングの冒険」（第19話・第20話）
- バーバラ・レイシイ - 星由里子（第19話・第20話）
- ブリジェット（レイシイの孫） - 玉置成実（第19話・第20話）
- セアラ（レイシイの孫） - 加藤優子（第19話・第20話）
- デズモンド（セアラの恋人） - 矢尾一樹（第19話・第20話）
- デイビッド（セアラの幼馴染） - 桐井大介（第19話・第20話）
- ダイアナ（セアラの遠い親戚） - 佐々木瑶子（第19話）
- コリン（レイシイの孫） - 皆川純子（第19話・第20話）
- マイケル（レイシイの孫） - 本田貴子（第19話・第20話）
- ジェスモンド（ある国の役人） - 小野大輔（第19話）
- プリンス（ある国のプリンス・ルビーを盗まれる）
- ジョージ・レイシイ（バーバラの夫）
- ロス（レイシイ家の料理人）
- アニー（レイシイ家のメイド）

「パディントン発4時50分」（第21話 - 第24話）
- アレックス（エマの甥。ブライアンとイーディスの息子。） - 阪口大助（第21話 - 第24話）
- ジェイムズ（アレックスの友人） - 中井将貴（第21話 - 第24話）
- ルーサー・クラッケンソープ（クラッケンソープ家の当主） - 秋元羊介（第21話 - 第24話）
- エマ・クラッケンソープ（ルーサーの次女） - 篠原恵美（第21話 - 第24話）
- エルスペス（マープルの友人。並走する列車内で殺人を目撃する。） - さとうあい（第21話・第24話）
- キダー（クラッケンソープ家のメイド） - 平松晶子（第21話）
- 車掌 - 小野大輔（第21話）
- セドリック・クラッケンソープ（ルーサーの次男。画家。） - 大塚明夫（第22話 - 第24話）
- ハロルド・クラッケンソープ（ルーサーの三男） - 小野大輔（第22話 - 第24話）
- アルフレッド・クラッケンソープ（ルーサーの四男） - 桐井大介（第22話・第23話）
- ブライアン（イーディスの夫。元空軍パイロット。） - 郷田ほづみ（第22話 - 第24話）
- Dr.クインパー（医師。ルーサーの主治医。） - 納谷六朗（第22話 - 第24話）
- ウィンボーン（クラッケンソープ家の顧問弁護士） - 樫井笙人（第22話）
- ベーコン警部（ブラックハンプトン警察署の警部） - 小形満（第22話 - 第24話）
- クラドック警部（スコットランドヤードの警部） - 浜田賢二（第22話 - 第24話）
- マルティーヌ（ジェームズの母。エドモンドの未亡人。） - 杜けあき（第23話）
- エドモンド（ルーサーの長男。戦死。）
- イーディス（ルーサーの長女。病死。）

「プリマス行き急行列車」（第25話・第26話）
- エビニーザ・ハリデイ（アメリカの鉄鋼王） - 大木民夫（第25話・第26話）
- ルイーズ（フロッシーのメイド） - 雪野五月（第25話・第26話）
- フロッシー・キャリントン（ハリデイの娘。列車内で死体で発見される。）
- キャリントン卿（フロッシーの夫）
- 軍人 - 桐井大介（第25話）
- 車掌 - 加藤将之（第25話）
- 刑事 - 小野大輔（第25話）
- レッド・ナーキー（札付きの男・指名手配犯） - 田中完（第26話）
- 刑事A - 加藤将之（第26話）
- 刑事B - 桐井大介（第26話）
- 執事 - 小野大輔（第26話）

「動機と機会」（第27話）
- ペザリック（弁護士） - 唐沢寿明
- サイモン・クロード（資産家） - 山本晋也
- グレイス（サイモンの弟の娘） - 寺田はるひ
- メアリ（サイモンの弟の娘） - 江口由起
- ジョージ（サイモンの弟の息子・銀行員） - 太田哲治
- フィリップ・ガロット（グレイスの夫。科学者。） - 小野大輔
- クリス（サイモンの孫娘。流行り病で6歳で死亡。） - 松来未祐
- ユーリディス（霊媒師） - 小山茉美
- スブラック（ユーリディスの夫） - 桐井大介
- ルーシー（サイモンのメイド） - 神田理江
- エマ（サイモンのメイド）

「消えた料理人」（第28話・第29話）
- トッド夫人 - 赤木春恵（第28話・第29話）
- アニー（トッド家のメイド） - 加藤奈々絵（第28話・第29話）
- トッド（トッド夫人の夫） - 有本欽隆（第28話・第29話）
- シンプソン（トッド家の下宿人。ビクトリア銀行行員。） - 坂東尚樹（第28話）
- イライザ・ダン（トッド家の料理人） - 松原智恵子（第29話）
- クロチェット（メルボルンの弁護士） - 坂東尚樹（第29話）
- デイビス（ビクトリア銀行行員。シンプソンに殺害される。） - 桐井大介（第29話）

「スリーピングマーダー」（第30話 - 第33話）
- グエンダ・リード（ジャイルズの妻） - 田中美里（第30話 - 第33話）
- ジェームス・ケネディ（ヘレンの腹違いの兄） - 石塚運昇（第30話・第32話）
- フォスター（庭師） - 小野大輔（第30話・第32話・第33話）
- 元従業員 - 小形満（第30話）
- 不動産屋 - 桐井大介（第30話）
- 舞台女優 - 多緒都（第30話）
- アースキン少佐 - 森本レオ（第31話・第32話）
- イーディス（ハリデイ家の元メイド） - 佐久間レイ（第31話）
- 医師 - 小形満（第31話）
- ウォルター・フェーン（ヘレンの元婚約者。弁護士。） - 桐井大介（第31話）
- ケルビン・ハリデイ（グエンダの父。故人。） - 小野大輔（第31話）
- レオニー（ハリデイ家の元子守） - 門脇舞（第31話・第33話）
- リリー（ハリデイ家の元メイド）
- 店員 - 梅田貴公美（第31話）
- フェーン夫人（ウォルターの母） - 李麗仙（第32話）
- キンブル（リリーの夫） - 小形満（第32話）
- ジャッキー・アフリック（ヘレンの元恋人。バス会社経営。） - 中村大樹（第32話）
- プライマー警部 - 佐藤晴男（第33話）
- ジャイルズ・リード（レイモンド・ウエストのいとこ） - 桐井大介（第33話）
- ヘレン（ケルビンの2度目の妻。失踪中。） - 加藤優子（第33話）
- 警官 - 加藤将之（第33話）

「二十四羽の黒つぐみ」（第34話）
- マカンドリュー（医師。ヘンリーの検死担当。） - 美木良介
- ジョージ・ロリマー（ガスコインの甥。医師。） - 関俊彦
- モリー（レストラン「ギャラント・エンデバー」のウェイトレス） - 中川亜紀子
- メイド - 橘U子
- ヘンリー・ガスコイン（「ギャラント・エンデバー」の客。自称芸術家。ジョージ・ロリマーに殺害される。）
- アンソニー・ガスコイン（ヘンリーの双子の兄）
- 検死官 - 立木文彦
- 警官A - 小野大輔
- 警官B - 桐井大介

「ダブンハイム失踪事件」（第35話）
- ジャクソン警部（シャープ警部の同僚） - 小野大輔
- ダブンハイム（銀行家。失踪中。正体は本人。） - 加藤将之
- ダブンハイム夫人（ダブンハイムの妻)
- ロウエン（相場師） - 桐井大介
- ビリー・ケレット（警察のブラックリスト。正体はダブンハイム。）
- 市民A - 太田哲治
- 市民B - 河本邦弘
- 市民C - 近藤孝行

「雲の中の死」（第36話 - 第39話）
- ジャン・デュポン（アルマンの息子。飛行機の乗客。） - 布川敏和（第36話 - 第38話）
- シシリー・ホーバリ（スティーブンの妻。飛行機の乗客。） - 三石琴乃（第36話 - 第39話）
- ダニエル・クランシイ（探偵作家。飛行機の乗客。） - 青野武（第36話 - 第39話）
- ジェーン・グレイ（美容師。メイベルの隣のアパートの住人。飛行機の乗客。） - 本名陽子（第36話 - 第39話）
- ノーマン・ゲイル（歯科医。飛行機の乗客） - 山寺宏一（第36話 - 第39話）
- フルニエ警部（フランス警察の警部） - 咲野俊介（第36話 - 第39話）
- アルマン・デュポン（考古学者。飛行機の乗客。） - 小形満（第36話・第38話）
- ベネチア・カー（スティーブンの幼馴染。飛行機の乗客。） - 岡村明美（第36話・第37話）
- ロジャー・ブライアント（内科医。飛行機の乗客。） - 谷口節（第36話）
- ミッチェル（飛行機の客室乗務員） - 小野大輔（第36話・第38話）
- デイビス（飛行機の客室乗務員） - 桐井大介（第36話・第38話）
- マリー・モルソー（別名「マダム・ジゼル。飛行機の乗客。悪徳の金貸し屋。ノーマン・ゲイルに殺害される。）
- アン・リチャーズ（「マダム・ジゼル」の娘。ノーマン・ゲイルに殺害される。）
- スティーブン・ホーバリ（伯爵） - 野田圭一（第37話）
- エリーズ（「マダム・ジゼル」のメイド） - 熊谷ニーナ（第37話）
- 事務員 - 浪川大輔（第37話）
- 古物商 - 小野大輔（第37話・第39話）
- 乗客 - 桐井大介（第37話）
- チボー（「マダム・ジゼル」の弁護士） - 浪川大輔（第38話・第39話）

## スタッフ
- 監督 - 高橋ナオヒト
- キャラクターデザイン - 一石小百合
- 衣装資料提供 - 横田尚美
- 時代考証 - 木村尚三郎
- 美術監督 - 高橋久嘉
- 色彩設計 - 大関たつ枝
- 撮影監督 - 水谷貴哉
- 編集 - 伊藤潤一、後田良樹
- 音響監督 - 明田川進
- 音楽 - 渡辺俊幸
- 演奏 - コンセール・レニエ
- アニメーション制作担当 - 岩佐がく
- アニメーションプロデューサー - 神田修吉
- 製作統括 - 柏木敦子、沢田昇、松本寿子
- アニメーション制作 - オー・エル・エム
- 共同制作 - NHKエンタープライズ21
- 製作・著作 - NHK

## 主題歌
オープニングテーマ「ラッキーガールに花束を」
作詞・作曲・編曲・歌：山下達郎
エンディングテーマ「忘れないで」
作詞：竹内まりや、作曲・編曲・歌：山下達郎
※この曲のみ歌詞テロップあり。

## 各話リスト
- 2004年10月24日 - 11月7日は10月23日に発生した新潟県中越地震関連のニュースが放送されたため休止となり、3週繰り下げて放送となった。
- 放送時、公式サイトでは第19話 - 第22話扱いの「パディントン発4時50分」が2005年の1月9日から1月30日にかけて、対して第23話、第24話扱いの「クリスマスプディングの冒険」が季節に合わせて2004年の12月5日と12月12日に放送されている。

| 話数   | 放送日        | サブタイトル                                         | 原作                                                   | 脚本     | 絵コンテ     | 演出       | 作画監督            |
| ------ | ------------- | ---------------------------------------------------- | ------------------------------------------------------ | -------- | ------------ | ---------- | ------------------- |
| 第1話  | 2004年 7月4日 | グランド・メトロポリタンの宝石盗難事件               | 短編集『ポアロ登場』より同題作                         | 下川博   | 高橋ナオヒト | 鎌倉由実   | 中村和久            |
| 第2話  | 7月18日       | 安マンションの謎                                     | 短編集『ポアロ登場』より「安アパート事件」             | 十川誠志 | 深沢幸司     | 渡辺正彦   | 志村隆行            |
| 第3話  | 7月25日       | 風変わりな遺言                                       | 短編集『愛の探偵たち』より「奇妙な冗談」               | 米村正二 | 吉川博明     | 阿宮正和   | 柳瀬譲二            |
| 第4話  | 8月1日        | 申し分のないメイド                                   | 短編集『愛の探偵たち』より同題作                       | 富田祐弘 | 深沢幸司     | 鎌倉由実   | 中村和久            |
| 第5話  | 8月8日        | ABC殺人事件 ~その1 ポワロへの挑戦状~                 | 長編『ABC殺人事件』                                    | 大橋志吉 | 矢野博之     | 渡邊慎一   | 佐藤道雄 東海林康和 |
| 第6話  | 8月15日       | ABC殺人事件 ~その2 Bの街で、Bの名の人が~             | 長編『ABC殺人事件』                                    | 大橋志吉 | サトウシンジ | 西村大樹   | 志村隆行            |
| 第7話  | 8月22日       | ABC殺人事件 ~その3 犯人あらわる~                     | 長編『ABC殺人事件』                                    | 大橋志吉 | 難波日登志   | 阿宮正和   | 青井清年 東海林康和 |
| 第8話  | 8月29日       | ABC殺人事件 ~その4 ポワロ、謎を解く~                 | 長編『ABC殺人事件』                                    | 大橋志吉 | 矢野博之     | 鎌倉由実   | 望月謙              |
| 第9話  | 9月5日        | 総理大臣の失踪 ~前編 ドーバー海峡の追跡~             | 短編集『ポアロ登場』より「首相誘拐事件」               | 下川博   | 井硲清高     | 佐々木勝利 | 宇田川一彦          |
| 第10話 | 9月12日       | 総理大臣の失踪 ~後編 真実はイギリスに~               | 短編集『ポアロ登場』より「首相誘拐事件」               | 下川博   | 井硲清高     | 西村大樹   | 中田正彦            |
| 第11話 | 9月19日       | エジプト墳墓の謎 ~前編 古代からの挑戦状~             | 短編集『ポアロ登場』より同題作                         | 十川誠志 | サトウシンジ | 大関雅幸   | 村上勉 東海林康和   |
| 第12話 | 9月26日       | エジプト墳墓の謎 ~後編 メンハーラ王の呪い~           | 短編集『ポアロ登場』より同題作                         | 十川誠志 | サトウシンジ | 鎌倉由実   | 志村隆行            |
| 第13話 | 10月3日       | 巻尺殺人事件                                         | 短編集『愛の探偵たち』より「昔ながらの殺人事件」       | 藤田伸三 | 深沢幸司     | 阿宮正和   | 青井清年 東海林康和 |
| 第14話 | 10月10日      | 金塊事件                                             | 短編集『火曜クラブ』より同題作                         | 富田祐弘 | 志村錠児     | 佐々木勝利 | 宇田川一彦          |
| 第15話 | 10月17日      | 青いゼラニウム                                       | 短編集『火曜クラブ』より同題作                         | 十川誠志 | 井硲清高     | マキノ吉高 | 金子匡邦 東海林康和 |
| 第16話 | 11月14日      | エンドハウス怪事件 ~その1 パーティーの夜に~          | 長編『邪悪の家』                                       | 下川博   | 矢野博之     | 西村大樹   | 中村和久            |
| 第17話 | 11月21日      | エンドハウス怪事件 ~その2 秘められた恋~              | 長編『邪悪の家』                                       | 下川博   | 難波日登志   | 鎌倉由実   | 望月謙              |
| 第18話 | 11月28日      | エンドハウス怪事件 ~その3 完璧な証拠~                | 長編『邪悪の家』                                       | 下川博   | 志村錠児     | 志村錠児   | 志村隆行            |
| 第19話 | 12月5日       | クリスマスプディングの冒険 ~前編 プリンスからの依頼~ | 短編集『クリスマス・プディングの冒険』より同題作       | 大橋志吉 | 志村錠児     | 志村錠児   | 佐藤和巳            |
| 第20話 | 12月12日      | クリスマスプディングの冒険 ~後編 王家に伝わるルビー~ | 短編集『クリスマス・プディングの冒険』より同題作       | 大橋志吉 | サトウシンジ | 西村大樹   | 井ノ上ユウ子        |
| 第21話 | 2005年 1月9日 | パディントン発4時50分 ~その1 殺人者の乗る列車~       | 長編『パディントン発4時50分』                          | 米村正二 | サトウシンジ | 阿宮正和   | 山崎正和            |
| 第22話 | 1月16日       | パディントン発4時50分 ~その2 忍び寄る影~             | 長編『パディントン発4時50分』                          | 米村正二 | 矢野博之     | 篠崎康行   | 東海林康和          |
| 第23話 | 1月23日       | パディントン発4時50分 ~その3 シンプルな動機~         | 長編『パディントン発4時50分』                          | 米村正二 | 難波日登志   | 佐々木勝利 | 宇田川一彦          |
| 第24話 | 1月30日       | パディントン発4時50分 ~その4 マープル対犯人~         | 長編『パディントン発4時50分』                          | 米村正二 | 深沢幸司     | 牧野吉高   | 金子匡邦            |
| 第25話 | 2月6日        | プリマス行き急行列車 ~前編 客室内の死体~             | 短編集『教会で死んだ男』より同題作                     | 大橋志吉 | 矢野博之     | 渡辺正彦   | 志村隆行            |
| 第26話 | 2月13日       | プリマス行き急行列車 ~後編 ブルーのワンピース~       | 短編集『教会で死んだ男』より同題作                     | 大橋志吉 | 深沢幸司     | 佐々木勝利 | 宇田川一彦          |
| 第27話 | 2月20日       | 動機と機会                                           | 短編集『火曜クラブ』より「動機対機会」                 | 富田祐弘 | 鎌倉由実     | 鎌倉由実   | 望月謙              |
| 第28話 | 2月27日       | 消えた料理人 ~前編 強引な依頼~                       | 短編集『教会で死んだ男』より「料理人の失踪」           | 藤田伸三 | 矢野博之     | 阿宮正和   | 東海林康和          |
| 第29話 | 3月6日        | 消えた料理人 ~後編 トランクの秘密~                   | 短編集『教会で死んだ男』より「料理人の失踪」           | 藤田伸三 | 難波日登志   | 渡辺正彦   | 中田正彦            |
| 第30話 | 3月13日       | スリーピングマーダー ~その1 眠れる殺人事件~          | 長編『スリーピング・マーダー』                         | 米村正二 | サトウシンジ | 牧野吉高   | 金子匡邦            |
| 第31話 | 3月20日       | スリーピングマーダー ~その2 記憶の扉~                | 長編『スリーピング・マーダー』                         | 米村正二 | 志村錠児     | 志村錠児   | 志村隆行            |
| 第32話 | 3月27日       | スリーピングマーダー ~その3 ヘレンの恋~              | 長編『スリーピング・マーダー』                         | 米村正二 | 深沢幸司     | 佐々木勝利 | 宇田川一彦          |
| 第33話 | 4月3日        | スリーピングマーダー ~その4 迫り来る魔の手~          | 長編『スリーピング・マーダー』                         | 米村正二 | 矢野博之     | 渡辺正彦   | 望月謙              |
| 第34話 | 4月10日       | 二十四羽の黒つぐみ                                   | 短編集『クリスマス・プディングの冒険』より同題作       | 十川誠志 | 難波日登志   | 牧野吉高   | 金子匡邦            |
| 第35話 | 4月17日       | ダブンハイム失踪事件                                 | 短編集『ポアロ登場』より「ミスタ・ダヴンハイムの失踪」 | 富田祐弘 | 鎌倉由実     | 鎌倉由実   | 中村和久            |
| 第36話 | 4月24日       | 雲の中の死 ~その1 空飛ぶ密室~                        | 長編『雲をつかむ死』                                   | 大橋志吉 | 志村錠児     | 志村錠児   | 志村隆行            |
| 第37話 | 5月1日        | 雲の中の死 ~その2 パリのマダムジゼル~                | 長編『雲をつかむ死』                                   | 大橋志吉 | 矢野博之     | 佐々木勝利 | 宇田川一彦          |
| 第38話 | 5月8日        | 雲の中の死 ~その3 ホーバリ夫人への脅迫~              | 長編『雲をつかむ死』                                   | 大橋志吉 | 難波日登志   | 渡辺正彦   | 望月謙              |
| 第39話 | 5月15日       | 雲の中の死 ~その4 莫大な遺産の相続人~                | 長編『雲をつかむ死』                                   | 大橋志吉 | 深沢幸司     | 深沢幸司   | 一石小百合          |

| NHK総合 NHKアニメ劇場             | NHK総合 NHKアニメ劇場                                                         | NHK総合 NHKアニメ劇場                      |
| 前番組                            | 番組名                                                                        | 次番組                                     |
| --------------------------------- | ----------------------------------------------------------------------------- | ------------------------------------------ |
| 火の鳥 （2004年4月4日 - 6月27日） | アガサ・クリスティーの名探偵ポワロとマープル （2004年7月4日 - 2005年5月15日） | 雪の女王 （2005年5月22日 - 2006年2月12日） |

## DVD
1. 『名探偵ポワロとマープル』(1)
  - 2005年4月22日発売 （第1話、第2話、第5話 - 第8話収録）
2. 『名探偵ポワロとマープル』(2)
  - 2005年4月22日発売 （第3話、第4話、第19話 - 第22話収録）[注釈 6]
3. 『名探偵ポワロとマープル』(3)
  - 2005年4月22日発売 （第9話 - 第12話、第19話、第20話収録）
4. 『名探偵ポワロとマープル』(4)
  - 2005年4月22日発売 （第13話 - 第18話収録）
5. 『名探偵ポワロとマープル』(5)
  - 2005年5月27日発売 （第25話、第26話、第28話、第29話、第34話収録）
6. 『名探偵ポワロとマープル』(6)
  - 2005年5月27日発売 （第27話、第30話 - 第33話収録）
7. 『名探偵ポワロとマープル』(7)
  - 2005年5月27日発売 （第35話 - 第39話収録）

## コミック版
「まんが」（作画）は石川森彦。NHK出版から発行されている。
1. 『ABC殺人事件』ISBN 4-14-454084-7
  - 脚本：大橋志吉
2. 『パディントン発4時50分』ISBN 4-14-454085-5
  - 脚本：米村正二
3. 『雲の中の死』ISBN 4-14-454086-3
  - 脚本：大橋志吉

## アガサ・クリスティー紀行
毎回、アニメ本編の終了直後に、「アガサ・クリスティー紀行」という3分間の実写ミニ番組が放送されていた。クリスティーの人生や作品にゆかりのある土地・文化を、イギリス・ロケによる映像で紹介。『ミステリーの生まれたところ―NHKアガサ・クリスティー紀行』（坂本康子編 ISBN 978-4-14-081008-8）として書籍化もされ、2004年12月にNHK出版から発売された。巻末には番組制作スタッフのリストも載っている。
- 語り - 鹿島綾乃
- 撮影 - 長澤祐子、前田智
- 音声・照明 - 西本秀二、遠山聡
- 音響効果 - せきやこうぞう
- 編集 - 佐藤節夫
- コーディネーター - 山本貴志子
- 構成 - 坂本康子
- プロデューサー - 植原智幸
- 制作統括 - 沢田昇